# زوفينوبريل
زوفينوبريل هو إحدى مثبطات الإنزيم المحول للأنجيوتنسين والتي تقوم بتثبيط الإنزيم ACE ويستخدم علاج فرط ضغط الدم.
بعض الدراسات ذكرت أن زوفينوبريل أكثر فعالية من خافضات ضغط الدم القديمة مثل أتينولول وإنالابريل وأقل آنعكاسات سلبية للاستخدام.
تنتجه شركة ميناريني الإيطالية باسم تجاري هو زوفينيل (Zofenil) ويتوفر بجرعتي 15 و 30 ملغ، وفي تركيبة مع المدر هايدروكلورثايازايد باسم زيبروتيك بلس (Zoprotic Plus).